# Sonate K. 472
La sonate K. 472 (F.416/L.99) en si bémol majeur est une œuvre pour clavier du compositeur italien Domenico Scarlatti.

## Présentation
La sonate K. 472, en si bémol majeur, notée Andante, forme une paire avec la sonate suivante de même tonalité, mais d'un mouvement rapide. La première est d'une écriture simple et présente une séquence d'un rythme en décalage aux deux mains. Les deux sonates célèbrent la joie et évoquent globalement la commedia dell'arte. Une disposition analogue se retrouve dans la sonate K. 267 et surtout dans la K. 254.

## Manuscrits
Le manuscrit principal est le numéro 19 du volume XI (Ms. 9782) de Venise (1756), copié pour Maria Barbara ; les autres sont Parme XIII 19 (Ms. A. G. 31418), Münster I 7 (Sant Hs 3964) et Vienne C 7 (VII 28011 C). Une copie figure à la Morgan Library, manuscrit Cary 703 no 32,.

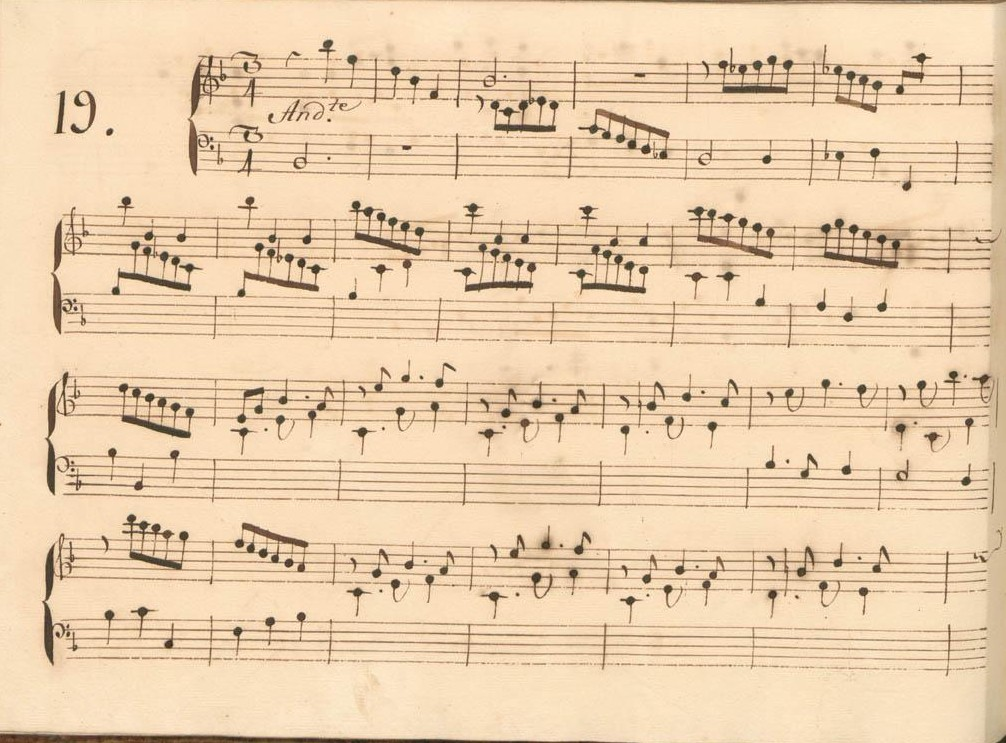
Parme XIII 19.
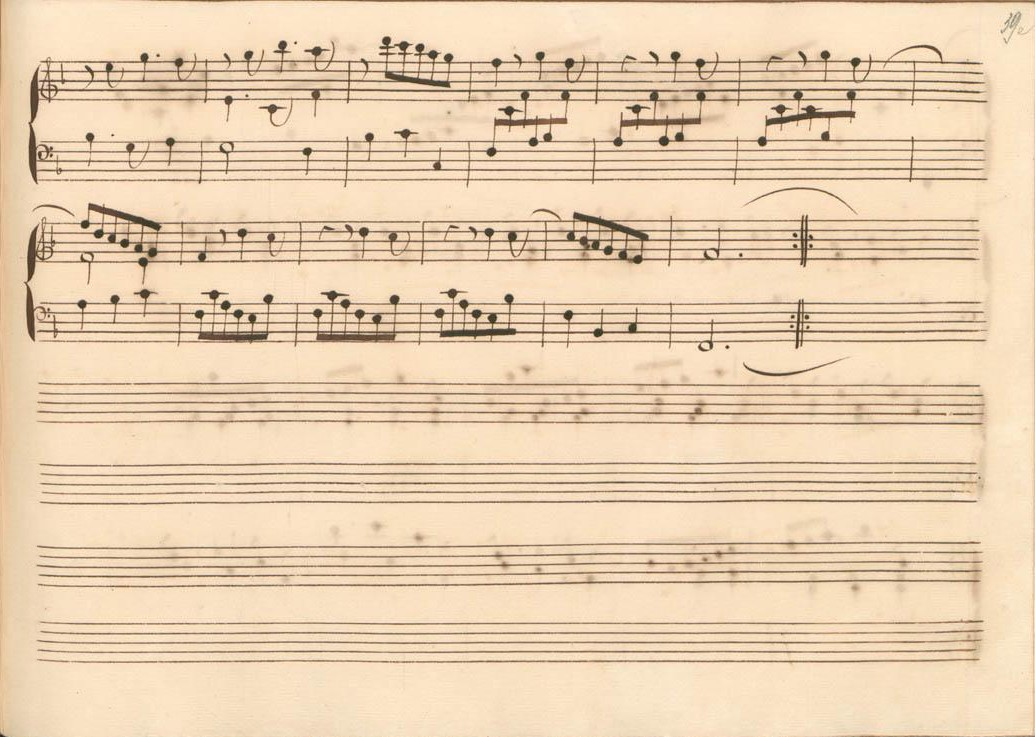
Parme XIII 19 (fin de la première section).
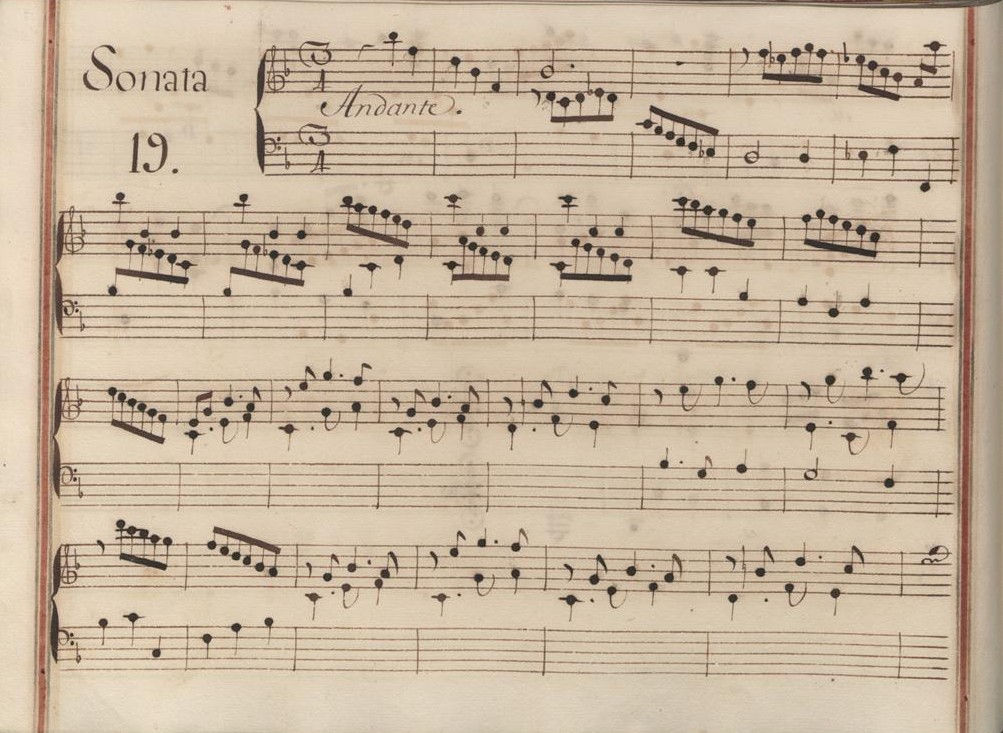
Venise XI 19.
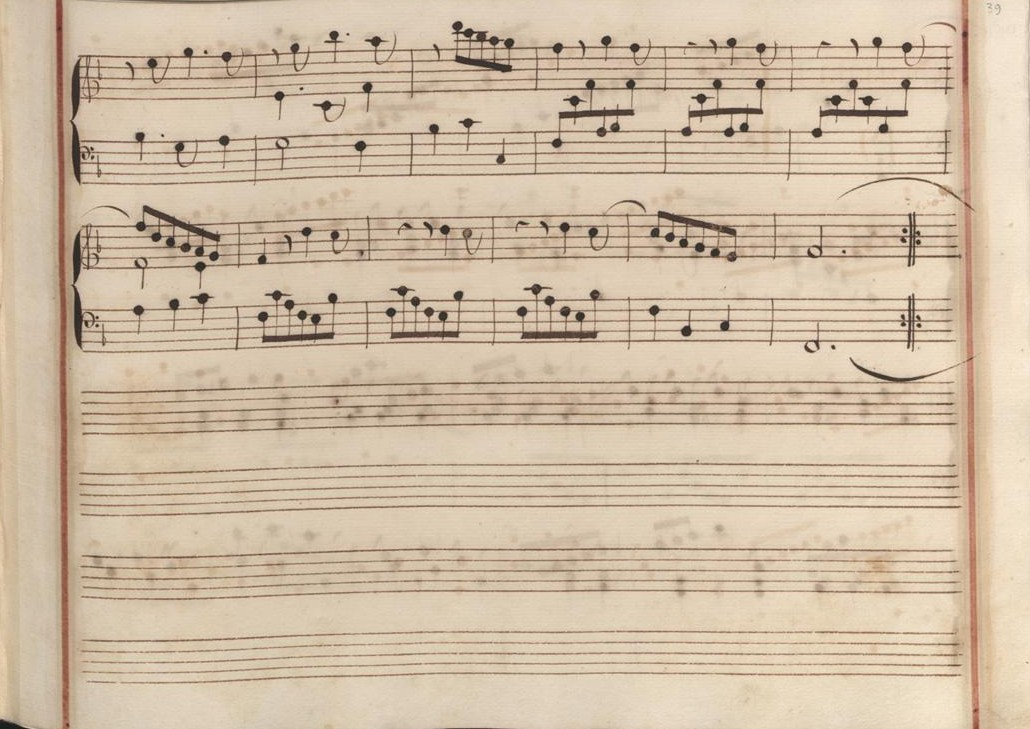
Venise XI 19 (fin de la première section).
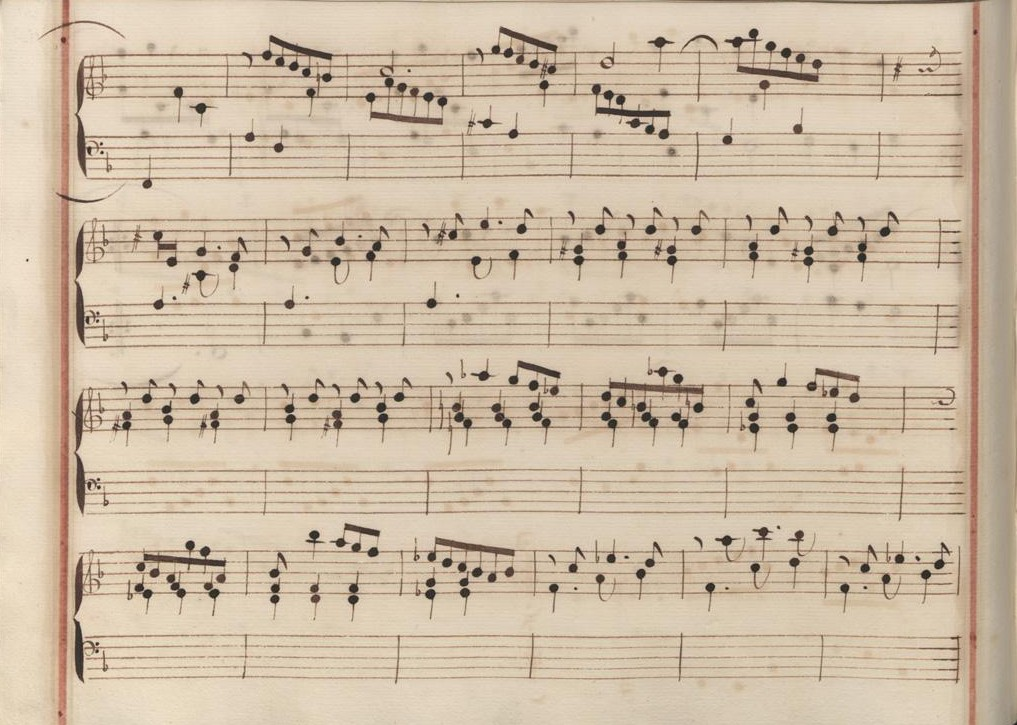
Venise XI 19 (début de la seconde section).
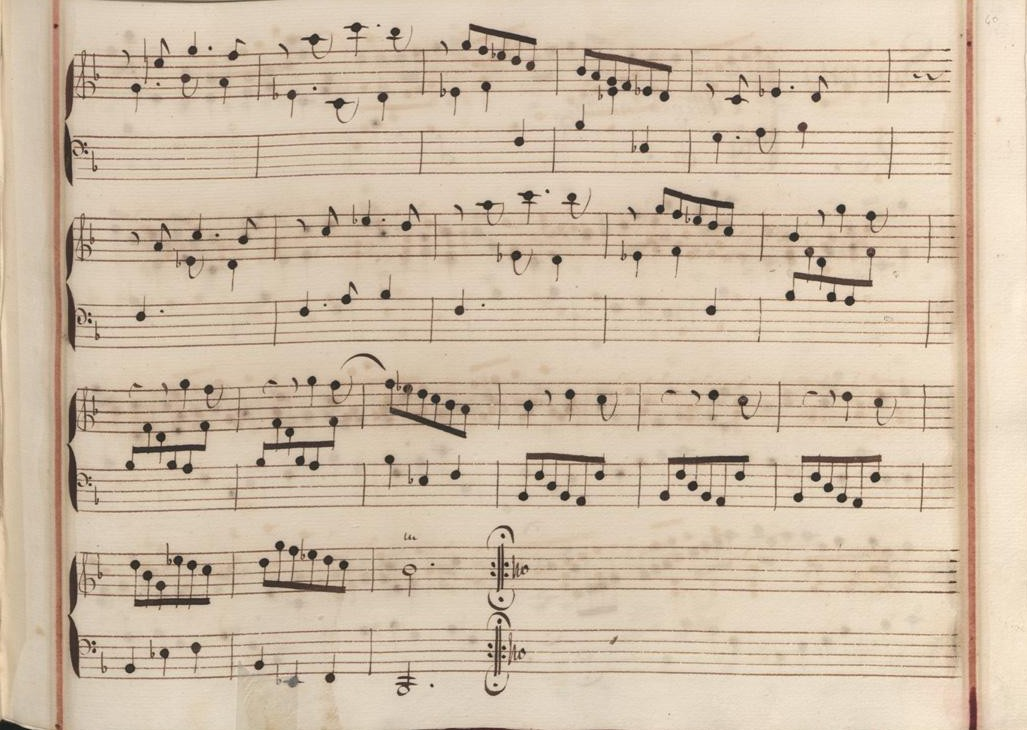
Venise XI 19 (fin de la sonate).

## Interprètes
La sonate K. 472 est défendue au piano, notamment par Alexandre Tharaud (2010, Virgin), Gottlieb Wallisch (2007, Naxos, vol. 11) et Carlo Grante (2016, Music & Arts, vol. 5) ; au clavecin, elle est jouée par Scott Ross (1985, Erato), Pierre Hantaï (1992, Astrée), Richard Lester (2004, Nimbus, vol. 4), Pieter-Jan Belder (Brilliant Classics, vol. 10), Mario Martinoli (2015, Etcetera) et Andrés Alberto Gómez (2017, Several Records/Vanitas).

## Sources
: document utilisé comme source pour la rédaction de cet article.
- Ralph Kirkpatrick (trad. de l'anglais par Dennis Collins), Domenico Scarlatti, Paris, Lattès, coll. « Musique et Musiciens », 1982 (1re éd. 1953 (en)), 493 p. (ISBN 978-2-7096-0118-4, OCLC 954954205, BNF 34689181).
- Alain de Chambure, « Domenico Scarlatti, Intégrale des sonates — Scott Ross », Erato/Éditions Costallat (2564-62092-2 (livret : 2292-45309-2)), 1985 (OCLC 891183737) .
- (es) Celestino Yáñez Navarro (thèse), Nuevas aportaciones para el estudio de las sonatas de Domenico Scarlatti. Los manuscritos del Archivo de Música de las Catedrales de Zaragoza, Université autonome de Barcelone, 2016 (lire en ligne)
- (en) Carlo Grante, « Domenico Scarlatti, intégrale des sonates pour clavier (vol. 5) », Music & Arts (CD-1294), 2017 (OCLC 1079366528) .